# Walt Kiesling
Walter Andrew „Walt“ Kiesling (* 27. Mai 1903 in St. Paul, Minnesota; † 2. März 1962 in Pittsburgh, Pennsylvania) Spitzname: Kies, war ein US-amerikanischer American-Football-Spieler und -Trainer in der National Football League (NFL).

## Spielerlaufbahn
Kiesling spielte University of St. Thomas American Football. Er kam sowohl in der Offensive Line, als auch in der Defensive Line zum Einsatz. 1926 unterschrieb er einen Profivertrag bei den Duluth Eskimos und wurde Mitspieler von Halfback John McNally, mit dem er bis zu seinem Lebensende befreundet blieb. Beide wechselten nach zwei Spieljahren in Duluth zu den Pottsville Maroons. Nach einem weiteren Spieljahr dort schloss sich Kiesling den Chicago Cardinals an. Gleichzeitig mit Kiesling banden die Cardinals mit Ernie Nevers einen der ersten Starspieler der noch jungen NFL an das Team. Kiesling war einer der Offensive Line Spieler der 1929 Nevers zu einem Rekord von sechs erzielten Touchdowns in einem Spiel gegen die Chicago Bears verhalf. Diese Leistung ist noch heute Ligarekord.

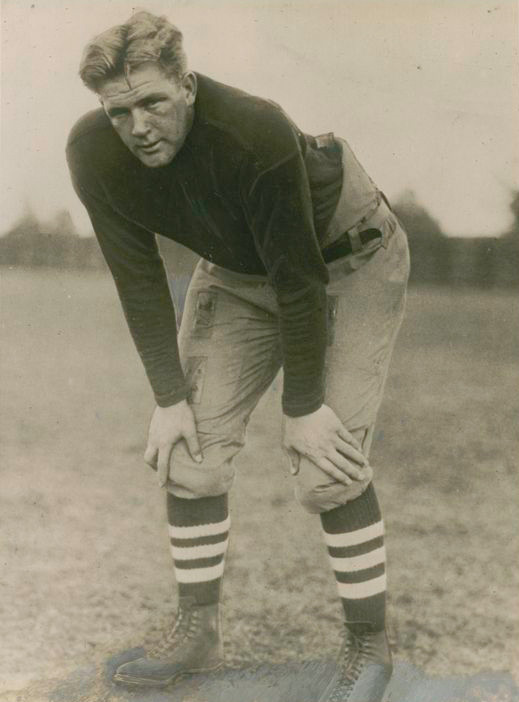
Ernie Nevers

1934 lief Kiesling für ein Jahr für die Chicago Bears auf. Kiesling blieb mit seiner Mannschaft in diesem Jahr ungeschlagen und konnte alle 13 Spiele gewinnen. Das NFL-Endspiel ging allerdings mit 30:13 gegen die New York Giants verloren.
1935 wurde Walt Kiesling von den Green Bay Packers verpflichtet, die von Curly Lambeau trainiert wurden und die bereits zahlreiche Auswahlspieler wie Clarke Hinkle, Arnie Herber oder Charles Goldenberg in ihren Reihen hatten. Gleichzeitig mit Kiesling wechselte auch sein Freund McNally zur Mannschaft aus Green Bay und mit dem Wide Receiver Don Hutson wurde einer der besten Passempfänger der damaligen Zeit verpflichtet. 1936 konnte die Mannschaft nochmals verstärkt werden und Kiesling gewann mit seinem Team die NFL Meisterschaft. Die Boston Redskins mussten sich mit 21:6 geschlagen geben.
Nach zwei weiteren Spieljahren bei den Pittsburgh Pirates beendete Kiesling 1938 seine Spielerlaufbahn.

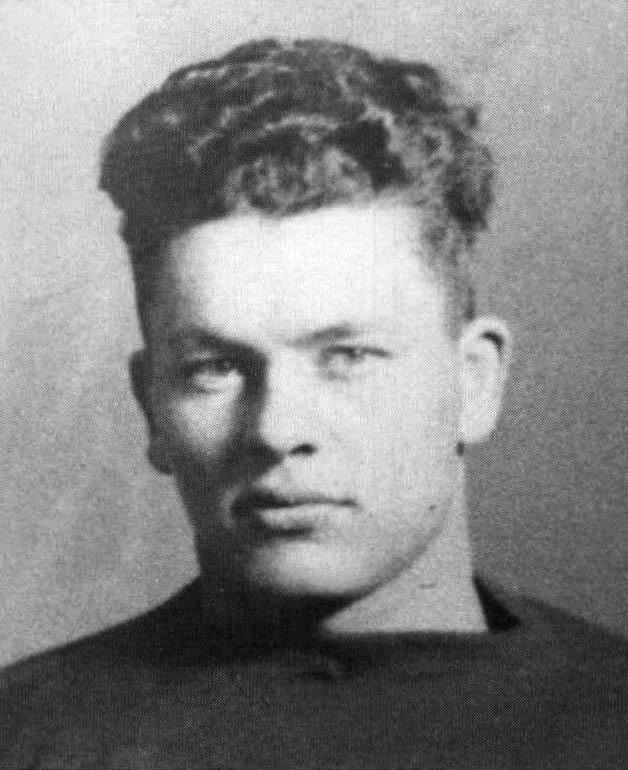
Curly Lambeau

## Trainerlaufbahn
Im Jahr 1937 wurde John McNally Head Coach bei den Pirates und Kiesling schloss sich dessen Trainerstab als Assistenztrainer an. Nachdem McNally die Mannschaft aus Pittsburgh nach der Saison 1939 verlassen hatte, wurde Kiesling der neue Headcoach des Teams, welches 1940 in Steelers umbenannt wurde. Kiesling zog es persönlich vor lediglich als Assistenztrainer zu arbeiten und übernahm das Traineramt bei den Pirates/Steelers immer nur sporadisch. 1943 wurde er zusammen mit Greasy Neale der Head Coach der Phil-Pitt Steagles. Aufgrund des Zweiten Weltkriegs waren Spieler knapp und Steelers mussten sich mit den Philadelphia Eagles zu einer Spielgemeinschaft zusammenschließen. 1944 wurde eine Spielgemeinschaft mit den Cardinals gegründet und Kiesling trainierte das Team zusammen mit Phil Handler. Ab 1945 war Kiesling für vier Spieljahre Assistenztrainer von Curly Lambeau bei den Packers, bevor er 1949 zu den Steelers in gleicher Funktion zurückkehrte. Ab 1954 war er wieder Head Coach des Teams. Das Amt hatte er für drei Jahre inne und setzte sich danach aufgrund gesundheitlicher Probleme zur Ruhe.

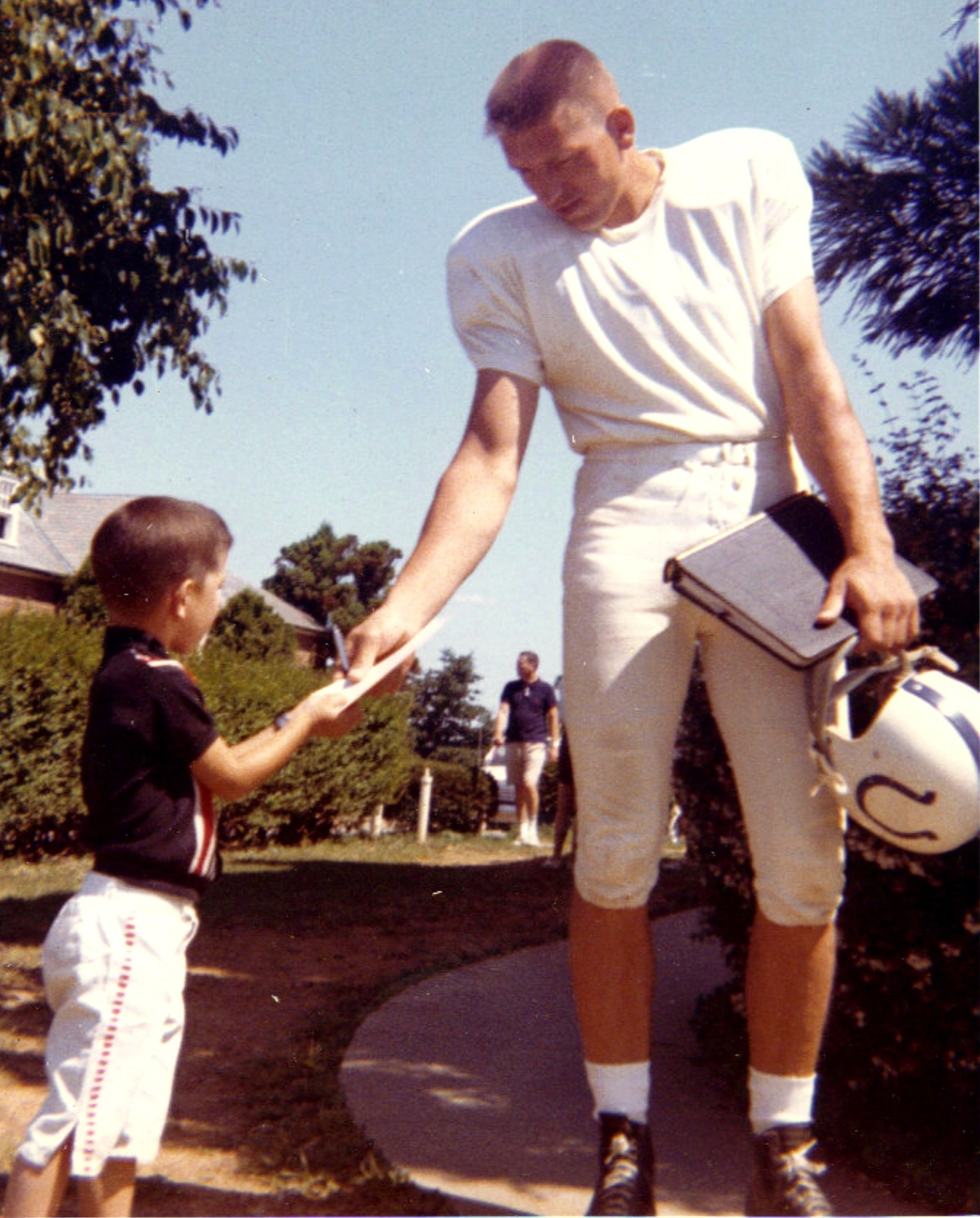
Johnny Unitas

Der Name von Walt Kiesling ist eng mit einem der größten Fehler, den jemals ein Trainer in der NFL gemacht hat, verbunden. 1955 drafteten die Steelers einen jungen Quarterback aus Pittsburgh. Kiesling setzte Johnny Unitas allerdings nicht ein, sondern schob ihn zu einem halbprofessionellen Team ab. Er hielt ihn für zu dumm die Spielzüge zu behalten. 1956 suchte Weeb Ewbank, Head Coach der Baltimore Colts, einen Ersatzquarterback für seine Mannschaft und fragte daher bei den Steelers nach. Der Besitzer der Steelers Art Rooney war zunächst nicht bereit Unitas ziehen zu lassen, doch Kiesling setzte sich durch und Unitas wechselte nach Baltimore. Johnny Unitas wurde innerhalb kürzester Zeit einer der besten Spielmacher aller Zeiten.
Walt Kiesling starb 1962 und ist auf dem Christ Our Redeemer Catholic Cemetery in Pittsburgh beerdigt.

## Ehrungen
Kiesling wurde viermal zum All-Pro gewählt. Er ist Mitglied im NFL 1920s All-Decade Team und seit 1966 in der Pro Football Hall of Fame.

## Quelle
- Chuck Frederick: Leatherheads of the North. The True Story of Ernie Nevers & the Duluth Eskimos. X-Communication, Duluth MN 2007, ISBN 978-1-887317-32-0.